# Sphaeroma silvai
Sphaeroma silvai is een pissebed uit de familie Sphaeromatidae. De wetenschappelijke naam van de soort is voor het eerst geldig gepubliceerd in 2010 door Khalaji-Pirbalouty & Wägele.